# معهد الويبو القضائي
أنشئ معهد الويبو القضائي عام 2019 لتنسيق وقيادة عمل المنظمة العالمية للملكية الفكرية مع السلطات والهيئات القضائية الوطنية والإقليمية. يشمل هذا العمل عقد اجتماعات دولية بين القضاة، وتنفيذ أنشطة بناء القدرات القضائية، وإنتاج موارد ومنشورات ليستخدمها القضاة، وإدارة قاعدة بيانات ويبو لكس WIPO Lex التي توفر الوصول العام المجاني إلى قوانين الملكية الفكرية والمعاهدات والقرارات القضائية من جميع أنحاء العالم. كما أنشأت الويبو مجلسًا استشاريًا للقضاة، يتألف حاليًا من 12 عضوًا يعملون بصفتهم الشخصية.

## الهيئات القضائية في منظومة الملكية الفكرية
تتولى المحاكم الوطنية والإقليمية حماية حقوق الملكية الفكرية وإنفاذها بموجب القانون الوطني المعمول به. وكما عبر عن ذلك البروفيسور ريتو م. هيلتي، "بدون إنفاذ فعال، فإن حقوق الملكية الفكرية ليست سوى قشور فارغة". وتتضمن الاتفاقية حول الجوانب التجارية لحقوق الملكية الفكرية التي نظمتها منظمة التجارة العالمية بشأن جوانب حقوق الملكية الفكرية المتصلة بالتجارة (اتفاقية تريبس) اعترافًا بأن إنفاذ حقوق الملكية الفكرية يجب أن يسهم في تعزيز الابتكار على نحو يفضي إلى الرفاه الاجتماعي والاقتصادي. وتمثل الملكية الفكرية تحديات للقضاء، سواء بسبب تعقيدها الفني والتقني أو بسبب تأثيراتها الاجتماعية الكبيرة، كما يتضح من النمو المستمر في إيداع طلبات الملكية الفكرية في جميع أنحاء العالم والتطورات التي وصفها البروفيسور جاك دي فيرا بأنها "اتجاه ملحوظ نحو التخصص أو المركزية في بعض أنواع النزاعات المتعلقة بالملكية الفكرية". 

## الحوار القضائي الدولي
تجمع الاجتماعات الدولية التي يعقدها المعهد مئات قضاء (تقسيم إداري) من جميع القارات لمناقشة المسائل والقضايا التي تطرأ عادةً في الفصل في نزاعات الملكية الفكرية. وهذه الاجتماعات مفتوحة لأعضاء الهيئات القضائية الوطنية والإقليمية، وكذلك الهيئات شبه القضائية التي تنظر وتتعامل مع نزاعات الملكية الفكرية، مثل مجالس الاستئناف في مكاتب الملكية الفكرية في بعض الولايات القضائية. الغرض من هذه الاجتماعات هو تمكين تبادل المعلومات والخبرات، والاطلاع على نهج البلدان المختلفة مع الاعتراف بالاختلافات بين الأنظمة القانونية والقضائية الوطنية.
يتمثل الحدث الرئيسي للمعهد في منتدى قضاة الويبو السنوي للملكية الفكرية، والذي يُعقد في نوفمبر/تشرين الثاني من كل عام. في عام 2020، حضر المنتدى حوالي 400 قاضٍ من 89 محكمة وطنية وإقليمية. وفي عام 2020 أيضًاً، خلال جائحة كوفيد-19، عُقدت سلسلة من الندوات عبر الإنترنت للقضاة في المنظمة العالمية للملكية الفكرية.
وصف فقهاء القانون والعلماء فوائد اتباع نهج منفتح للحوار القضائي العابر للحدود الوطنية. لاحظ القاضي ستيفن بريير من المحكمة العليا الأمريكية أنه على الرغم من أن المحاكم تطبق قوانينها، إلا أن تجارب محاكم البلدان الأخرى قد "تلقي ضوءًا تجريبيًا على عواقب الحلول المختلفة لمشكلة قانونية مشتركة". وفي الآونة الأخيرة، دعا رئيس المحكمة الشعبية العليا في الصين تشو تشيانغ إلى تعزيز التبادل والتعاون القضائي الدولي في مجال قانون الملكية الفكرية

## بناء القدرات القضائية
يتعاون المعهد مع السلطات القضائية الوطنية والإقليمية لتوفير أنشطة بناء القدرات للقضاة. تتخذ أنشطة بناء القدرات القضائية أشكالًا مختلفة، تبعاً لاحتياجات البلد واهتماماته، فضلا عن السياق القانوني والاقتصادي والاجتماعي الوطني المحدد. وتشمل هذه الأنشطة برامج وطنية وإقليمية حول مواضيع محددة؛ وبرامج التعليم القضائي المستمر لإدخال وحدات الملكية الفكرية في التدريب القياسي الذي تقدّمه السلطات الوطنية للقضاة الجدد والقضاة الحاليين؛ ودورة رئيسية سنوية حول الفصل في قضايا الملكية الفكرية تقدّم للقضاة ذوي الخبرة في مجال الملكية الفكرية، والتي تُنفّذ بالتعاون مع محكمة وطنية، مثل محكمة الاستئناف الأمريكية للدائرة الاتحادية الفيدرالية في عام 2019؛ وإدراج دورة التعلم عن بعد التي تنظمها أكاديمية الويبو بشأن الملكية الفكرية للقضاة.

## الموارد
يصدر المعهد موارد ومنشورات لدعم القضاة في الفصل في نزاعات الملكية الفكرية. في عام 2019، اشتركت الويبو ومؤتمر لاهاي للقانون الدولي الخاص (HCCH) في نشر "عندما يلتقي القانون الدولي الخاص بقانون الملكية الفكرية - دليل للقضاة"، الذي يبحث في كيفية عمل القانون الدولي الخاص في مسائل الملكية الفكرية. وفي عام 2021، أطلقت الويبو ومؤتمر لاهاي للقانون الدولي الخاص HCCH استبيانًا لتحديد المسائل الفعلية والعملية للقانون الدولي الخاص في نزاعات الملكية الفكرية، وهي تحديد اختصاص المحكمة، وتحديد القانون الواجب تطبيقه، والاعتراف بالأحكام الأجنبية المتعلقة بالملكية الفكرية أو إنفاذها، وعند الاقتضاء، التعاون الإداري والقضائي.
كما أطلق المعهد سلسلة "مجموعة ويبو للأحكام الرائدة في مجال حقوق الملكية الفكرية". نُشر المجلد الأول بالتعاون مع المحكمة الوطنية العليا في الصين في عام 2019 باللغتين الإنجليزية والصينية. وتعمل ويبو حاليًا مع المنظمة الإفريقية للملكية الفكرية (OAPI) ومحكمة الملكية الفكرية في الاتحاد الروسي على الإصدارين التاليين من المجموعة.
يشرف المعهد أيضًا على قاعدة بيانات ويبو لكس، التي توفر وصولًا مجانيًا ومفتوحًا إلى 48000 وثيقة قانونية وطنية وإقليمية ودولية تتعلق بالملكية الفكرية، بما في ذلك المعاهدات والقوانين والقرارات القضائية الرائدة ومعلومات عن الأنظمة القضائية التي تنسقها وترعاها الدول الأعضاء. وأضيف إلى قاعدة البيانات في عام 202 مجموعة جديدة من الأحكام القضائية من جميع أنحاء العالم، تسمى أحكام الويبو لكس 